# Cantón de Guerrero
Cantón de Guerrero är en ort i Mexiko.   Den ligger i kommunen Ajuchitlán del Progreso och delstaten Guerrero, i den södra delen av landet, 200 km sydväst om huvudstaden Mexico City. Cantón de Guerrero ligger 274 meter över havet och antalet invånare är 886.
Terrängen runt Cantón de Guerrero är varierad. Runt Cantón de Guerrero är det ganska glesbefolkat, med 48 invånare per kvadratkilometer. Närmaste större samhälle är Tlapehuala, 1,2 km norr om Cantón de Guerrero. I omgivningarna runt Cantón de Guerrero växer huvudsakligen savannskog.